# عباس حقیقی
استاد عباس حقیقی (۱۲۸۱–۱۳۷۵ بوکان) شاعر و مترجم اشعار سعدی و حافظ به زبان کُردی

## زندگی
عباس حقیقی در سال ۱۲۸۱ در روستای بنام قره داغ در شهر بوکان متولد شد. وی دوران کودکی و نوجوانیش را نزد روحانیون منطقه فراگرفت. سپس موفق به اخذ مدرک دیپلم شد و در اداره دخانیات بوکان استخدام و مشغول به کار گردید. وی در کنار فعالیت در حوزهٔ کاری خود مشغول به سرودن شعر و ترجمه اشعار شاعران نامی ایران همچون سعدی و حافظ هم بود. او اشعار زیادی را از زبان فارسی به زبان کُردی ترجمه کرده‌است و بلعکس آن.این استاد با بیش از پنجاه سال سابقه فعالیت در سرودن شعر سرانجام در سال ۱۳۷۵ در سن ۹۴ سالگی در شهر بوکان درگذشت. از آثار وی می‌توان به دیوان، کولکه زیرینه، شه ونم، و برخی آثار چاپ نشده اشاره کرد.